# Le Tombeur (album)
 (mars 2020).
Si vous disposez d'ouvrages ou d'articles de référence ou si vous connaissez des sites web de qualité traitant du thème abordé ici, merci de compléter l'article en donnant les références utiles à sa vérifiabilité et en les liant à la section « Notes et références ».
Pour les articles homonymes, voir Le Tombeur.
Le Tombeur est un album de Francky Vincent sorti en 1996. 
L'album est resté deux semaines au Top 50, en se classant dès le 4 janvier 1997 en quarantième position. Francky Vincent décroche ainsi le disque d'or et voit son album s'écouler à 180 000 exemplaires[réf. nécessaire].
En 1998, Francky Vincent ressort sous format single la chanson Le Tombeur remixée dans une version plus techno, et sous un nouveau titre Ça zigounette ! (dont il est encore l'auteur et le compositeur).

## Musiciens

### AlbumLe Tombeur
- Chant : Francky Vincent
- Chœurs : Ann Calvert, Marina Albert, Liliane Davis, Pascale Richard
- Synthétiseur : Thierry Vaton
- Piano : Thierry Vaton
- Basse : Guy N'Sangue
- Guitare : Gil Escriva, Camille Breter
- Programmation des rythmes : Thierry Vaton

#### Titres
- Le Tombeur
- Ca capote
- Laids Dessous
- Nos câlins coquins
- Mon p'tit ouassou
- Ma banane flambée
- Le Grand Coq
- Virginie 2 (le retour)
- Likilike et Wantanplan
- La Fête à Francky
- Paris-Antilles
- Mon vergum
- Constipation
- Francky 2 (le retour)
- Bois-bandé

### SingleÇa zigounette!
- Chant : Francky Vincent
- Chœurs : Houria Mesbahi, Marie-Dominique Luce
- Programmation des rythmes : Frédéric Wurtz
- Synthétiseur : Frédéric Wurtz
- Batterie : Frédéric Wurtz